# Ференц Дунаї
Ференц Дунаї (угор. Ferenc Dunai; 27 березня 1932, Будапешт — 2 квітня 2024) — угорський драматург і гуморист.

## Життєпис
Народився 27 березня 1932 року в Будапешті.
Його сатира та гумор друкувались у популярному угорському сатиричному журналі «Лудаш Маті» (Гусопас Маті) в період від 1959 до 1963 року.
1962 року як драматург він написав найбільш відому свою комедію «Штани» (угор. A Nadrag).
Ця комедія була популярною в Угорщині, де йшла цілий рік. Також була представлена в Москві (150 вистав), а згодом в Британії і США (1964 рік). В США мала назву «The Importance of Being Dressed».
1966 року він емігрував до США, був співробітником радіо «Вільна Європа».
З 1982 по 1985 разом з родиною проживав почергово в Швейцарії та Франції (Париж).
1985—1993 — робота на радіо «Голос Америки» в США. Також жив в Англії, де займався творчістю.
Живе в Сакраменто (Каліфорнія), час від часу відвідуючи Будапешт.
З 2015 року його п'єса «Штани» постійно йде на сцені Театру Карінті в Будапешті. Хоча цю п'єсу він написав у 1960-х роках, але тема не застаріла й останнім часом знову стала актуальною.
Ця п'єса відома також в Україні в перекладі Юрія Керекеша, зробленому 1989 року для Львівського українського драматичного театру імені Марії Заньковецької.

## Твори
- «Штани» (угор. A Nadrag; в США: «The Sunday Man», «The Importance of Being Dressed»)
- «Жінка та її покровителі» (угор. Az asszony és pártfogó)
- «Кохання Ван Гога» (угор. Van Gogh szerelme)
- «Парасолька» (угор. A napernyő) — за А. Чеховим
- «Делікатний вік і хороший старт!» (угор. Kényes kor és a Jóval kezdett ki!)
- «Секрет старої шахти» (угор. Az öreg bánya titka)
- «Одночасні ляпаси» (угор. A Párhuzamos pofonok)

## Вистави в Україні
- 1989 — «Штани» Ф. Дунаї. Режисер В. Сікорський, художник М. Кипріян (Національний академічний український драматичний театр імені Марії Заньковецької)
- 2008 — «Штани» Ф. Дунаї. Режисер В. Сікорський. Художник-постановник Г. Лоїк. Музичне оформлення С. Чикалов (Тернопільський академічний обласний драматичний театр ім. Т. Г. Шевченка)